# Dovber Schneersohn
 (octobre 2015).
Pour les articles homonymes, voir Schneersohn.
Rabbi DovBer Schneouri, né le 13 novembre 1773 à Liozna, en Bielorussie et mort en novembre 1827, est le fils du rabbin Shneour Zalman. Connu comme le « Mitteler Rebbe » en Yiddish ou "Admour Haemtsaï" en hébreu, il est l'auteur de nombreux ouvrages, qui visent à classer et rendre accessibles les occupations mystiques, en particulier les différents états de méditation dans la prière. Son magnum opus, Sha'ar HaYih'oud, expose le concept de l'unité de Dieu avec l'univers. Il est le deuxième Rebbe (guide spirituel) du mouvement hassidique Habad-Loubavitch.

## Biographie
Rabbi DovBer Schneouri est né à Liozna, en Bielorussie, le 9 Kislev 5534 (13 novembre 1773). Son père Rabbi Schneor Zalman de Lyadi dirige la communiste Habad. Une communauté dotée de nombreux disciples (Hassidim) en Russie Blanche, Lituanie, et d'autres parties de la Russie d'époque.
Il est nommé selon le Maguid de Mezeritch, disciple et successeur du Baal Chem Tov, le maître du Hassidisme global. Son nom דוב-בער Dov-Ber  est composé du mot "ours" en yiddish et hébreu.
Rabbi Dov Ber adopta le nom de famille "Schneouri" en hommage au nom de son père "Shnéor". Ses descendants, eux, récupèrent le nom pour le transformer en "Schneerson"
Dès son plus jeune âge, Rabbi DovBer Schneouri était un élève prodigieux, d'une érudition peu commune. A 7 ans, il commença à étudier le Talmud. Peu de temps après, son père lui enseigna la kabbale selon l'enseignement hassidique du Baal Chem Tov et de son maître Le Maguid De Mezeritch.
Rabbi Dov Ber adopte le nom de famille "Schneouri" en hommage au nom de son père "Shnéor". Ses descendants, eux, récupèrent le nom pour le transformer en "Schneerson" (Descendant de Schnéor).
En 1788, il se marie avec la Rabbanit Sheina. En 1790, Rabbi DovBer Schneouri est nommé Mashpia - Mentor spirituel - des disciples (Hassidim) de son père.
A 39 ans, en 1812, son père décède et lui laisse les rênes du mouvement. Il décide alors de déplacer le centre du courant Habad dans la petite ville de Loubavitch. Qui plus tard deviendra le nom commun du courant spirituel, le Hassidisme Loubavitch.
Son accession au mouvement est contesté par l'un des plus brillants élèves de son père, Rabbi Aharon Halévi de Strashélyé, dont de nombreux disciples de l'Admour Hazaken finiront par le suivre. Cependant la grande majorité se pérégrinera à Loubavitch auprès de Rabbi DovBer Schneouri.

## Sa contribution à l'économie juive locale
Comme son père, Rabbi DovBer Schneouri estimait que la mission sacrée d'aider les juifs de Russie, matériellement (surtout économiquement parlant) et spirituellement, lui incombait.
Lorsque le tsar de l'époque Alexander I, fils de Nicolas I, accéda au trône en 1825, il augmenta les restrictions économiques et ségrégationnistes contre les juifs, en les empêchant de vivre, étudier et travailler dans les grandes villes. Ce qui augmenta les difficultés économiques des communautés juives, surtout à la veille de la guerre Franco-Russe.
Dans ce contexte difficile, Rabbi DovBer Schneouri lança en 1822-1823 une campagne pour inciter les juifs des proches bourgades à apprendre des métiers et des compétences techniques liées à l'agriculture. Il exhorta les communautés à organiser des réseaux d'écoles.
Il innova, d'ailleurs, en incitant les élèves peu enclins à s'épanouir dans les études sacrées, à entreprendre l'apprentissage de métiers de négoce et d'agriculture, afin d'aider les familles juives pauvres.
En 1815, avec l'accord et l'encouragement du gouvernement, il établissait déjà des coopératives agricoles juives.
Il fut également très actif dans la collecte et la distribution d'aides financières du gouvernement russe pour les juifs de Terre sainte. Il pensait également établir la ville Hebron, suivant les enseignements de la Torah, qualifiant Hebron comme la porte du Gan Eden. Ainsi, il exhorta ses disciples à aller s'y installer pour cette raison.

## Son emprisonnement
Comme son père, il fut dénoncé à tort par ses ennemis (les ennemis du hassidisme naissant). Le mobile de son arrestation fut l'envoi de 300 roubles au sultan ottoman présent en Terre sainte. Estimant être un danger pour le gouvernement russe, il fut convoqué à son procès à Vitebsk; Cependant grâce à des relations amicales avec des employés non-juifs du gouvernement, il fut libéré avant son procès.
Le jour de sa libération fut le 10 Kislev 5587 (Dimanche 10 décembre 1826), et est désormais une fête hassidique à part entière.

## Travaux
Rabbi DovBer Schneuri , de son vivant, écrit de nombreux ouvrages traitant de la philosophie Habad-Loubavitch. Ses ouvrages sortent de l'ordinaire par leurs longueurs, leurs complexités et la somme de digressions portées sur les différentes parties de la Torah : le Pchat (sens simple), le Remez (sens allusion & Guématria), le Drouch (explication et sens analogique) et le Sod (basé sur les secrets de la mystique juive).
Les maîtres de la dynastie Habad Loubavitch, notamment l'actuel 7e Rabbi de Loubavitch, transmettent l'anecdote selon laquelle la vitesse d'écriture de Rabbi DovBer Schneuri est tellement rapide et fluide, qu'arrivant à la fin d'une page, l'encre d'en haut de page n'a toujours pas fini de sécher.
Nombre de ses écrits sont publiés de son vivant et ré-édités par la suite par la maison d'édition Kehot, basé près du 770 Eastern Parkway, New York.

### Liste de ses ouvrages
- Maamarim Admour Haemtsaï - Discours hassidiques sur la Torah et les fêtes juives - 20 vols.
- Biourei HaZohar - Explications du Zohar au travers du prisme de la Hassidout.
- Piroush HaMilot - Explications hassidiques sur les Psaumes de la prière du matin
- Kountrass HaHitpaalout - Sur les meditations extatiques à avoir durant la prière; aussi connu sous le nom de Kountrass HaHitbonenout
- Shaarei Teshouvah - Explications sur la repentance d'après la Hassidout
- Derekh H'aim - Suite de Shaarei Teshouvah
- Torat H'aim - Discours hassidiques sur les livres de Bereshit and Chemot
- Ateret Rosh - Discours Hassidiques sur Roch Hachana et Yom Kippour
- Shaar HaEmounah - Explications hassidiques du commandant de croyance/ foi et explication de la fête de Pessah
- Shaar HaYih'oud - Explications hassidiques sur l'enchainement des mondes.
- Shaarei Orah - Explications hassidiques sur les fêtes de Hannouka et Pourim
- Imrei Binah - Explications hassidiques sur le commandement de lire le Chema Israel et sur la pose des Tefilines